# Marcela Rodríguez
Marcela Rodríguez Ramírez (Ciudad de México, 18 de abril de 1951), citada como Marcela Rodríguez, es una compositora mexicana.

## Formación académica y laboral
“La música siempre ha sido un gueto masculino. ¿Cuántas mujeres directoras de orquesta hay? Son contadas con las dedos; las orquestas eran para hombres; hemos demostrado que nosotras tenemos una fuerza muy especial en todos los aspectos profesionales. Estábamos apachurradas. (...) Fui de las primeras, y ahora soy de las más viejas de las compositoras en México. Fui de las pioneras, al lado de Lucía Álvarez y Graciela Agudelo, pero la que nos jaló fue Alicia Urreta; ella comenzó a darnos cuerda.”

Entre sus maestros se encuentran María Antonieta Lozano, Manuel López Ramos (cinco años de guitarra clásica), Leo Brouwer, Julio Estrada y Klaus Huber, entre otros. Su obra comprende: solos para diversos instrumentos, dos ciclos de canciones, música de cámara, sinfónica, conciertos, oratorios, cuatro óperas, un oratorio, una ópera coral. Desde 1979, escribe continuamente música para teatro, y ha trabajado con los principales directores de México. También ha escrito música para danza.

## Obras
Ella misma calcula, de manera informal, que su obra incluye un repertorio de aproximadamente 60 obras, 70 por ciento de las cuales son de naturaleza sinfónica, con unos 10 conciertos para instrumento:
- La Sunamita, ópera, libreto de Carlos Pereda (1991).
- Séneca, ópera, libreto de Carlos Thiebaut (1993).
- Las cartas de Frida, ópera (2011).[5]
- Bola negra, Performance coral, con texto de Mario Bellatín.
- El día que María perdió la voz, ópera para niños.
- Réquiem mexicano, oratorio, basado en La visión de los vencidos, de Miguel León Portilla.
- La fábula de las regiones, para orquesta de cuerdas.
- Concierto para guitarra y orquesta
- Concierto para cello y orquesta
- 2 conciertos para flauta dulce y orquesta
- 2 conciertos para piano y orquesta
- Vértigos para cuatro percusionistas y orquesta sinfónica
- Mural para cuatro percusionistas y orquesta de cuerdas.
- Nocturno violento para orquesta sinfónica
- Horizonte oaxaqueño para banda sinfónica y trío de flautas solistas

"Concierto para violín y orquesta"  Miranda Cuckson violinista.  Sylvain Garcon dir. OSN
```
  "Vértigo" Orquesta sinfónica OFCM dir. Scott Yoo
  "URBANO"  Orquesta Sinfónica de Sinloa dir. Salmón del Real
  "Torbellino" para flauta dulce y orquesta de cuerdas.
```

- Solos: para chelo solo, para flauta dulce, para piano, para guitarra,...
- Obras para ensamble de cámara
- Tenebris, cuarteto de cuerdas inspirado en los casos de feminicidio[4]

## Familia
Es hermana de Jesusa Rodríguez, actriz, directora de teatro y activista feminista, y de Gabriela Rodríguez, sexóloga y titular del Consejo Nacional de Población.[cita requerida]